# Coimbatore (district)
Coimbatore is een district van de Indiase staat Tamil Nadu. In 2001 telde het district 4.224.107 inwoners op een oppervlakte van 7469 km². Het oostelijke gedeelte splitste zich in 2009 echter af en vormt sindsdien het district Tirupur. Tot 1979 behoorde ook Erode tot het district Coimbatore.
Het bestuurscentrum van het district is de gelijknamige stad Coimbatore.

## Census towns
- Achipatti
- Ashokapuram
- Chettipalayam
- Chinnampalayam
- Kangayampalayam
- Kurudampalayam
- Veerapandi
- Vilankurichi

Hoofdstad: Chennai
Districten: Ariyalur · Chengalpattu · Chennai · Coimbatore · Cuddalore · Dharmapuri · Dindigul · Erode · Kallakurichi · Kanchipuram · Kanyakumari · Karur · Krishnagiri · Madurai · Mayiladuthurai · Nagapattinam · Namakkal · Nilgiris · Perambalur · Pudukkottai · Ramanathapuram · Ranipet · Salem · Sivaganga · Tenkasi · Thanjavur · Theni · Thoothukudi · Tiruchirappalli · Tirunelveli · Tirupattur · Tirupur · Tiruvallur · Tiruvannamalai · Tiruvarur · Vellore · Viluppuram · Virudhunagar